# Ljiljana Jokić Kaspar
Ljiljana Jokić Kaspar (* 1951 in Novi Sad/Serbien (vormals Jugoslawien)) ist eine serbische Autorin von Prosa, Hörspielen und Theaterstücken. Sie arbeitet zudem als Journalistin und Kritikerin.

## Leben
Ljiljana Jokić Kaspar studierte an der Universität Novi Sad Jugoslawische und Allgemeine Literatur, woran sich eine Arbeit als Autorin und Redakteurin bei verschiedenen Rundfunk- und Fernsehsendern sowie Zeitschriften anschloss. Seit 1981 schreibt sie Hörspiele, Theaterstücke, Erzählungen und Romane.
1999 war sie an der Universität Novi Sad als Gastdozentin für „Kreatives Schreiben“ tätig. Im Jahr 2002 erhielt sie ein Stipendium der Akademie der Künste in Berlin.
Öffentliche Aufmerksamkeit erfuhr Jokić Kaspar, als sie im Jahr 2004 für sechs Monate zu Gefängnishaft verurteilt wurde, nachdem sie in einer Zeitungskolumne behauptet hatte, dass Miroslav Savic, ein ehemaliger ärztlicher Betreuer der paramilitärischen Spezialeinheit der “Roten Barette”, welche an der Ermordung Zoran Đinđićs beteiligt gewesen sein soll, auch als Scharfschütze dort gedient hätte. Dieses Urteil wurde allgemein als exemplarisches Urteil verstanden, das eine Warnung an serbische Journalisten sei und auf totalitäre Tendenzen des Staates hindeute.
Sie lebt und arbeitet in Novi Sad. 

## Literarisches Werk
Ljiljana Jokić Kaspar veröffentlichte mehrere Romane, Erzählungen und Theaterstücke. Übersetzungen erschienen unter anderem in englischer, italienischer und deutscher Sprache. In deutscher Übersetzung wurde 2007 ihr Theaterstück Vier kleine Frauen nach ihrem gleichnamigen Roman (Originaltitel: Cetiri Male Žene) veröffentlicht, das am Beispiel einer Familie in Kriegszeiten vom Zerfall des jugoslawischen Staates handelt.